# نیمکره ماگدبورگ

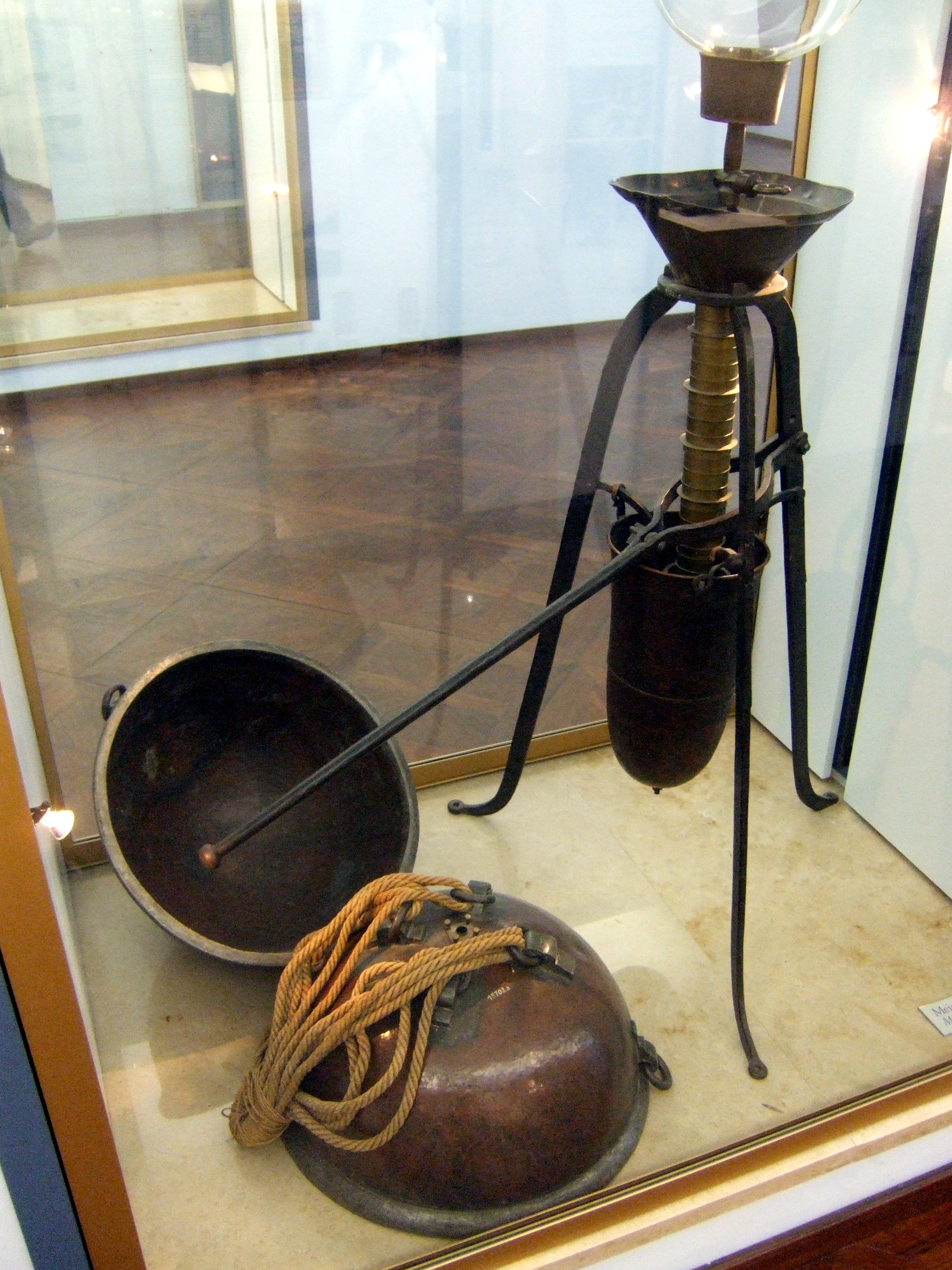
نیمکره ماگدبورگ اصلی که در مونیخ آلمان نگهداری می‌شود.

نیمکره‌های ماگدبورگ یک وسیله آزمایشی برای نشان دادن میزان قدرت فشار هوا است که به وسیله دانشمند و مخترع آلمانی اُتو فون گریک در سال ۱۶۵۶ و در شهر ماگدبورگ آلمان ساخته شد.

## بررسی اجمالی
این وسیله از دو نیم کره تو خالی از جنس مس به قطر ۵۰ سانتیمتر (۲۰ اینچ) تشکیل شده بود که برای نشان دادن فشار اعمال شده از جانب اتمسفر بر سطوح مختلف (رو به داخل) استفاده ساخته شد.
به‌طور مثال بدن ما، در حالت معمولی این فشار را حس نمی‌کند، زیرا درون آن، هوا یا سیالی وجود دارد که رو به بیرون فشار وارد می‌آورد و بین این دو فشار (هوا و درون بدن) تعادل ایجاد می‌کند.
فون گریک برای اثبات اهمیت این تعادل، خود یک دستگاه پمپ تخلیه هوا ابداع کرد، سپس هوای درون کره متشکل از دو نیم کره را تخلیه و به این ترتیب، فشار هوا فقط از جانب بیرون و رو به داخل بر آن‌ها وارد شد که فشاری برابر با وزن یک کامیون ۳ تنی (۳۰۰۰۰ نیوتن) ایجاد می‌کرد.
برای نشان دادن قدرت این فشار، وی در یک آزمایش چند مرد قوی هیکل را انتخاب کرد تا این دو نیمکره را در جهات مخالف بکشند. اما آنها نتوانستند آن دو را که تنها به وسیله خلأ هوا به هم چسبیده بودند از هم جدا کنند.
نیمکره‌های ماگدبورگ که نام خود را از شهری به همین نام در شمال شرقی کشور آلمان وامدار هستند، اکنون در موزه علوم و فناوری مونیخ نگهداری می‌شوند.